# Auf Troendoj
Das Naturschutzgebiet Auf Troendoj liegt im nördlichen Stadtgebiet der Stadt Haselünne des Landkreises Emsland in Niedersachsen. Es gehört zur naturräumlichen Region Dümmer-Geestniederung und Ems-Hunte Geest.

## Naturschutzgebiet
Das Naturschutzgebiet wurde erstmals am 9. Juli 1984 unter Naturschutz gestellt. Die aktuelle Schutzgebietsverordnung, erlassen vom Landkreis Emsland, datiert vom 1. Oktober 2009. Das Schutzgebiet trägt das statistische Kennzeichen NSG WE 151 und umfasst eine Fläche von 4,9 Hektar.

## Natur und Landschaft
Bei dem Naturschutzgebiet handelt es sich um ein Schlatt, es besteht aus einer flachen Ausblasungsmulde, in der sich ein Kleinstmoor gebildet hat. Zwar wird das Gebiet von einem Damm zerteilt, allerdings findet man in dem größeren Abschnitt eine gut entwickelte Hochmoorvegetation vor. Auf dem Damm selbst hat sich Glockenheide ausgebreitet.

## Andere Schutzkategorien
Das Naturschutzgebiet ist auch als FFH-Gebiet 155 "Stadtveen, Kesselmoor, Süd-Tannenmoor" ausgewiesen, da es folgende schützenswerten Lebensraumtypen aufweist: dystrophe Gewässer, feuchte Heiden des nordatlantischen Raumes, Übergangs- und Schwingrasenmoor, Torfmoor-Schlenken und Moorwald.